# Low Life (canção)
"Low Life" é uma canção do rapper estadunidense Future, contida em seu quarto álbum de estúdio Evol (2016). Conta com a participação do cantor canadense The Weeknd, e foi composta por ambos em conjunto com Metro Boomin, Ben Billions e DaHeala, sendo produzida por Boomin e Billions, com The Weeknd e DaHeala servindo como co-produtores. O seu lançamento como o primeiro single do produto ocorreu em 1º de março de 2016, através da Epic Records.

## Faixas e formatos
| Download digital |                             |         |  |
| N.º              | Título                      | Duração |  |
| 1.               | "Low Life" (com The Weeknd) | 5:13    |  |

## Desempenho nas tabelas musicais

### Posições
| Tabela musical (2016)                                  | Melhor posição |
| ------------------------------------------------------ | -------------- |
| Austrália (ARIA Charts)                                | 96             |
| Canadá (Canadian Hot 100)                              | 25             |
| Estados Unidos (Billboard Hot 100)                     | 18             |
| Estados Unidos (Hot Rap Songs)                         | 3              |
| Estados Unidos (Top R&B/Hip-Hop Songs)                 | 6              |
| Estados Unidos (Rhythmic Songs)                        | 10             |
| França (Syndicat National de l'Édition Phonographique) | 77             |
| Países Baixos (MegaCharts)                             | 97             |
| Suíça (Schweizer Hitparade)                            | 72             |

| Tabela musical (2016)                  | Posição |
| -------------------------------------- | ------- |
| Austrália (ARIA Urban Singles Chart)   | 42      |
| Canadá (Canadian Hot 100)              | 72      |
| Estados Unidos (Billboard Hot 100)     | 30      |
| Estados Unidos (Hot Rap Songs)         | 8       |
| Estados Unidos (Top R&B/Hip-Hop Songs) | 15      |

| País (Empresa)             | Certificação |
| -------------------------- | ------------ |
| Austrália (ARIA)           | Platina      |
| Canadá (Music Canada)      | 2× Platina   |
| Dinamarca (IFPI Dinamarca) | Ouro         |
| Estados Unidos (RIAA)      | 5× Platina   |
| França (SNEP)              | Ouro         |
| Nova Zelândia (RMNZ)       | Ouro         |
| Reino Unido (BPI)          | Prata        |

## Histórico de lançamento
| País           | Data                | Formato         | Gravadora |
| -------------- | ------------------- | --------------- | --------- |
| Estados Unidos | 1º de março de 2016 | Rádios rhythmic | Epic      |